# 乾州 (乾宁)
乾州，唐朝时设置的州。
乾宁二年（895年）置，治所在奉天县（元朝时废入本州，今陕西省乾县）。辖区约当今陕西省乾县、武功、周至、礼泉等县地，其后渐小。北宋熙宁五年（1072年）废。金朝天德三年（1151年），复改醴州置。清朝雍正三年（1725年）升乾州直隶州，辖区约今乾县、武功、永寿等地。1913年废。